# SV ARC
ARC (Alphense Racing Club) é um clube de futebol de Alphen aan den Rijn, na Holanda. Foi fundado em 22 de fevereiro de 1927 e disputa a Topklasse, o terceiro nível do futebol holandês. Manda seus jogos no estádio Zegersloot.